# Diastyloides scaber
Diastyloides scaber är en kräftdjursart som beskrevs av Hansen 1920. Diastyloides scaber ingår i släktet Diastyloides och familjen Diastylidae. Inga underarter finns listade i Catalogue of Life.